# Сирис (Сардиния)
Сирис (итал. Siris) — коммуна в Италии, располагается в регионе Сардиния, в провинции Ористано.
Население составляет 249 человек (2008 г.), плотность населения составляет 41 чел./км². Занимает площадь 6 км². Почтовый индекс — 9090. Телефонный код — 0783.
Покровителем коммуны почитается святой Себастьян, празднование 20 января.

## Демография
Динамика населения: